# Justicia tocantina
Justicia tocantina är en akantusväxtart. Justicia tocantina ingår i släktet Justicia och familjen akantusväxter.

## Underarter
Arten delas in i följande underarter:
- J. t. andina
- J. t. tocantina